# Лебяжий (Самарская область)
Лебяжий — посёлок в Кинельском районе Самарской области в составе сельского поселения Красносамарское.

## География
Находится на правобережье реки Самара на расстоянии примерно 30 километров по прямой на юг-юго-восток от районного центра города Кинель.

## Население
Постоянное население составляло 18 человека (русские 89 %) в 2002 году, 5 в 2010 году.